# Рябок рудоголовий
Рябок рудоголовий (Pterocles coronatus) — вид птахів родини рябкових (Pteroclidae).

## Поширення
Вид поширений Північній Африці та Південно-Західній Азії від Мавританії на схід через Сахару, Близький Схід та Аравійський півострів до Пакистану. Живе у кам'янистих пустелях та напівпустелях.

## Опис
Птах середнього розміру, завдовжки 27—30 см. Розмах крил — 52—63 см. Вага тіла — 240—300 г. Оперення піщано-коричневого забарвлення з темними та білими цятками. У самців є чорна лицьова маска та сірі брови. У самиць лицьова маска коричнева, а груди та шия сірі.

## Спосіб життя
Живе на відкритих ділянках з кам'янистими ґрунтами, напівпосушливих ділянках на краях пустель, рівнинах без дерев. Поза сезоном розмноження трапляється численними зграями. Живиться насінням та ягодами, рідше травами, листям, бруньками, цвітом. Ковтає пісок та дрібні камінці, щоб покращити травлення. Розмноження відбувається у квітні-травні. Утворює моногамну пару. Паруванню передує залицяння самця. Гніздо — неглибока ямка в ґрунті між травами або під кущем, вистелена шматочками висушеної рослинності. У гнізді два-три яйця. Обидві статі по черзі висиджують кладку. Пташенята з батьками залишають гніздо через кілька годин після вилуплення. Молодь сама живиться, але батьки постачають їх водою, іноді пролітаючи до 30 км до найближчої водойми. Приблизно за місяць пташенята оперяються і можуть літати.